# 市川右團次 (初代)
初代 市川右團次（しょだい いちかわ うだんじ、天保14年7月16日（1843年8月11日） - 大正5年（1916年）3月18日）は、幕末から大正初期にかけて活躍した上方の歌舞伎役者。屋号ははじめ鶴屋、のち髙嶋屋。俳名に家升・采玉・米玉、雅号に夜霜庵。隠居名の初代市川 齊入（いちかわ さいにゅう）としても知られる。本名は市川 福太郎（いちかわ ふくたろう）。

## 来歴
市川福太郎は四代目市川小團次の実子だが、彼が幼い頃に小團次は福太郎の母親とは離縁しており、また彼は当時養子を迎えていた事もあり、福太郎をあえて役者にしようとはせず、まだ赤子の頃に大坂道頓堀の芝居茶屋・鶴屋に丁稚奉公に出すが、実際は体よく養子に出したようなものだった。しかし福太郎は成長しても商いごとには一向に興味を示さず、芝居の真似事ばかりしていたので愛想を尽かされ、事実上の離縁となって実家に戻る。そこで晴れて役者に転身、1852年（嘉永5年）2月若太夫の芝居『伊賀越道中双六』に本名の市川福太郎で初舞台を踏んだ。
1862年（文久2年）江戸に下り父と共演するが、父の後妻であったお琴と不和となり上方に帰り、その年の8月に京の北側芝居で初代市川右團次を襲名する。その際に屋号に選んだのが鶴屋で、これは養育家の屋号を転用したものに他ならない。後に実家の屋号・高島屋に改めることにしたが、養兄の左團次や異母弟の五代目小團次に遠慮して「島」の字を「嶋」に替えている。
右團次は二代目尾上多見蔵によってその資質が見いだされたことが出世の糸口となった。多見蔵は当時ケレンの第一人者で、父も師事したこともある上方歌舞伎の長老的存在だった。多見蔵に認められてからは人気も出る様になり、実力もついていった。
維新後は大阪角座で書き出し（劇場で役者番付の看板を出す際、一番右の板に最も人気のある役者をあげ、これを「書き出し」といった）となり、やがて座頭（興行の責任者）を勤るまでになった。その後初代實川延若、中村宗十郎とともに「延宗右」と呼ばれて上方劇壇の中心となり、しばしば上京して上方のケレンや舞踊を東京に紹介、人気を集めていった。
やがて初代中村鴈治郎が人気をとるようになると、さしもの右團次人気も衰え始める。1909年（明治42年）1月、角座で市川齊入を襲名、長男・右之助に二代目右團次を継がせた。1915年（大正4年）1月、浪花座を皮切りに2月に歌舞伎座、6月に南座でそれぞれ引退興行を行い引退した。この時72歳の高齢をものともせずに得意の宙乗りを披露して万雷の喝采を贈られた。
引退後は表に出る事なく余生を過ごし大正5年3月18日に死去した。

## 芸風と人柄
父・小團次や恩師・多見蔵譲りのケレンを得意とした。当時は演劇改良運動の中にあって、早替わりや宙乗りなどのケレンは、高尚さを欠く演出として邪道扱いされていたが、右團次のケレンはそんな批判を吹き飛ばすほど高度に洗練された芸で、舞台関係者や眼の肥えた贔屓を唸らせた。五代目尾上菊五郎が来阪した際、右團次は『戻橋』の渡辺綱では菊五郎の鬼女に伴ったが、そこで「宙ギバ」と呼ばれるケレンを披露した。「ギバ」とはそもそも、立っている者が膝などをつかずに突然しりもちをついたり、横にころがったりする、危険をともなう動技だが、この「宙ギバ」は舞台上の高所から舞台上に飛び降りる際、屈伸したり手をついたりせずに、直接尻から落ちて着床するという、一つ間違えば大怪我につながる技だった。その見事さに舌を巻いた菊五郎は、同座した鴈治郎に「これだけの形のいいギバを見せる役者は江戸にはいねえ。お前さん幸せ者だねえ、（右團次の芸からは）眼を離すんじゃねえよ」と人気が先行して増長ぎみになっていた鴈治郎にお灸を据えている。
右團次は豊富なキャリアを活かして立役、女形、老役、敵役など幅広い役をこなす傍ら、舞踊も得意とした。東京で演じた『操三番叟』では舞の足取りを踏みながら宙に舞い上がってゆくというく、舞踊とケレンが合体させた幻想的な演出舞台だった。
新しい物にも率先して挑戦し、1875年（明治8年）、大阪角芝居で演じた『早教訓開化節用』では自らザンギリ頭で演じている。1878年（明治11年）京都北側の芝居上演の『巴律西』は、舞台がパリで、登場人物がすべて赤毛に洋装という当時としては破天荒な演目だった。これは目新しさが受けて大評判となり、右團次は京都府から顕彰されている。また『天拝山』では菅原道真が雷神に変身する場面でマグネシウム閃光を使って観客を驚かせた。
このように、若いころからしこまれた舞踊と、父譲りの抜群の運動神経、新し物好きの挑戦精神、そして度胸の良さなどを原動力にして、右團次は観客の目を楽しませる躍動的な舞台を追求しつづけ、『義経腰越状・五斗三番叟』の軽妙洒脱な舞踊、ケレンでは『狐忠信』『隅田川続俤・法界坊』『東海道四谷怪談』『鯉つかみ』のほか、『石川五右衛門』の葛篭抜けなどは生涯の当り役となった。こうしたケレンは、三代目市川猿之助（二代目猿翁）によって確立されたいわゆる「猿之助歌舞伎」や「スーパー歌舞伎」に継承されている。
私生活では、教養豊かで茶道にも通じ、温厚篤実な性格で、人から尊敬を集めた。
前述の通り子は二代目市川右團次。孫に二代目市川右之助がいるが、廃業している。曾孫は、2017年に自身の隠居名を継承した二代目市川齊入。なお、三代目右團次は三代目猿之助の部屋子で、スーパー歌舞伎を通じて初代のケレンを継承した一人でもあり、同じ関西出身の初代市川右近が継承した。
養兄初代左團次の義理の曾孫（七代目市川門之助の娘）と、三代目猿之助の又従弟（猿之助の大叔母の孫）十一代目市川高麗蔵が結婚していることから、三代目右團次の師匠でもある三代目猿之助と初代右團次は間接的な縁戚関係でもある。